# كوجغان
كوجغان هي بلدة في مقاطعة آساكا في ولاية أنديجان في أوزبكستان.